# Ньютон (округ, Миссисипи)
Округ Ньютон (англ. Newton County) — округ штата Миссисипи, США. Население округа на 2000 год составляло 21 838 человек. Административный центр округа — город Декейтер.

## История
Округ Ньютон основан в 1836 году.

## География
Округ занимает площадь 1497 км2.

## Демография
Согласно переписи населения 2000 года, в округе Ньютон проживало 21838 человек (данные Бюро переписи населения США). Плотность населения составляла 14.6 человек на квадратный километр.